# Ocularia mirei
Ocularia mirei là một loài bọ cánh cứng trong họ Cerambycidae.